# Copshop
Copshop es una película de suspenso y acción estadounidense de 2021 dirigida por Joe Carnahan y escrita por Kurt McLeod y Carnahan, basada en una historia de McLeod y Mark Williams. La película está protagonizada por Gerard Butler, Frank Grillo y Alexis Louder, y está ambientada en una estación de policía de un pequeño pueblo que se convierte en el campo de batalla entre un asesino a sueldo, un oficial de policía novato y un estafador.
Copshop fue estrenada en el Reino Unido el 10 de septiembre de 2021 por STXfilms y en los Estados Unidos el 17 de septiembre de 2021 por Open Road Films. Recibió reseñas generalmente positivas de los críticos.

## Reparto
- Gerard Butler como Bob Viddick
- Frank Grillo como Teddy Murretto
- Alexis Louder como Valerie Young
- Toby Huss como Anthony Lamb
- Chad L. Coleman como Duane Mitchell
- Ryan O'Nan como Oficial Huber
- José Pablo Cantillo como Oficial Pena
- Kaiwi Lyman como Oficial Barnes
- Robert Walker-Branchaud como Oficial Kimball
- Tracey Bonner como Detective Deena Schier
- Christopher Michael Holley como Oficial Ruby
- Marshall Cook como Brad
- Keith Jardine como Trooper

Además, los créditos del actor de apertura incluyen específicamente a Ben Hoffman, quien actuó como doble de Viddick, y Michael Morales, quien actuó como coordinador de especialistas.

## Producción

### Desarrollo y casting
En septiembre de 2020, se anunció que Gerard Butler y Frank Grillo protagonizarían la película de suspenso y acción llamada Copshop, la cual sería dirigida por Joe Carnahan. El guion fue escrito por Kurt McLeod, basado en una historia de McLeod y Mark Williams. Es el primer guion producido por McLeod, quien trabaja como asesor financiero en Edmonton, Alberta, Canadá. El borrador más reciente fue escrito por Carnahan. La película fue producida por Williams y Tai Duncan a través de Zero Gravity Management, Warren Goz y Eric Gold a través de Sculptor Media, Butler y Alan Siegel a través de su empresa G-BASE Productions, y Carnahan y Grillo a través de su empresa WarParty Films.
En octubre de 2020, Alexis Louder fue elegida para el tercer papel protagónico. Más tarde ese mes, Ryan O'Nan, Kaiwi Lyman-Mersereau y Toby Huss fueron elegidos para papeles secundarios.

### Rodaje
La fotografía principal comenzó en octubre de 2020 en Blackhall Studios en Atlanta, Georgia. El rodaje también tuvo lugar en Albuquerque, Nuevo México. El 2 de octubre, la filmación se detuvo después de que tres miembros del equipo dieron positivo por COVID-19 en medio de la pandemia en curso. La filmación se reanudó el 5 de octubre y concluyó el 20 de noviembre.
Según Frank Grillo, el montaje de la película del director Joe Carnahan fue rechazado a favor de un montaje diferente que no incluía gran parte de su actuación.

## Estreno
Copshop fue estrenada en el Reino Unido e Irlanda el 10 de septiembre de 2021 por STXfilms y en los Estados Unidos el 17 de septiembre de 2021 por Open Road Films.

### Medios domésticos
La película se estrenó digitalmente el 23 de noviembre de 2021 y en Blu-ray y DVD el 7 de diciembre de 2021. Netflix lanzó la película el 15 de enero de 2022 en varias regiones.